# Meryem Cherkaoui
Meryem Cherkaoui, née en 1977, est une cheffe cuisinière marocaine, associant techniques françaises et recettes marocaines et méditerranéennes.

## Biographie
Elle est née le 25 juillet 1977 à Rabat.
Après son baccalauréat scientifique, elle part étudier la cuisine à Lyon à l’institut Paul Bocuse pendant deux ans,. Puis elle multiplie les stages, notamment au Majestic à Cannes où elle rencontre son futur mari Philippe Pesneau, et au Crillon à Paris.
Elle revient au Maroc au début des années 2000, et ouvre un restaurant, La Maison du Gourmet à Casablanca en 2003. Elle crée également Dima Terroir Maroc, une entreprise spécialisée dans l’export de produits du terroir marocain, en partenariat avec des productrices organisées en coopératives, crée un atelier de formation, et développe une activité de conseil dans le domaine culinaire. En 2015, un hôtel de luxe, le Mandarin Oriental de Marrakech, lui confie les cuisines du Mes’Lalla, le restaurant gastronomique du palace,.
En décembre 2023, il est prévu qu’elle ouvre un lieu de partage autour des recettes du bassin méditerranéen sur la Canebière à Marseille, baptisé La Maison de la Méditerranée, un projet bien différent du précédent avec aire de restauration méditerranéenne, restaurant d'application et ressourcerie, un établissement entièrement écoconçu et dédié à 100% à l’emploi des femmes via l’insertion professionnelle,,.